# WISE 1828+2650
WISE 1828+2650 (tên hiệu đầy đủ là WISEPA J182831.08+265037.8) là sao lùn nâu có nhiệt độ thấp nhất hiện được biết đến, tọa lạc ở góc Tây Nam của chòm sao Thiên Cầm. Nó được xem là thành viên nguyên mẫu của một ngôi sao có độ sáng mức Y.

## Cấp độ
Nó là một trong 6 sao lùn nâu cấp Y cùng với WISE 0410+1502, WISE 1405+5534, WISE 1541-2250, WISE 1738+2732 và WISE 2056+1459; và là một trong 106 sao lùn nâu trên thế giới, tính cả các hệ sao đôi). WISE 1828+2650 được phát hiện vào năm 2011 bởi tàu thăm dò Wide-field Infrared Survey Explorer (WISE). Với nhiệt độ chưa tới 300 độ K(25 độ bách phân) - thấp hơn cả thân nhiệt của con người và xấp xỉ với nhiệt độ phòng, nó hiện là sao lùn nâu có nhiệt độ thấp nhất được tìm thấy. Nó được quy cho là thành viên của lớp sao mới nhất theo phân loại quang phổ Morgan-Keena (≥Y2, ban đầu được ước tính là >Y0), mặc dù trong năm 2012 có thêm 8 sao lùn nâu cấp Y được phát hiện.

## Khoảng cách
Các ước tính vào năm 2011 cho kết quả khoảng cách từ WISE 1828+2650 đến Trái Đất là nhỏ hơn 9,4 pc (nhỏ hơn 30,7 năm ánh sáng). Vào năm 2012, thị sai lượng giác học của nó được công bố là 0,122 ± 0,013 giây, tương ứng với khoảng cách 8,2+1,0
−0,8 pc hay 26,7+3,2
−2,6 năm ánh sáng.
| Nguồn                            | Thị sai, milliarcsecond | Khoảng cách, pc | Khoảng cách, năm ánh sáng | Chú thích   |
| -------------------------------- | ----------------------- | --------------- | ------------------------- | ----------- |
| Kirkpatrick et al., 2011, Bảng 6 |                         | <9,4            | <30,7                     | [ 1 ]       |
| Beichman et al., 2012            | 122 ± 13                | 8,2+1,0 −0,8    | 26,7+3,2 −2,6             | [ 2 ] [ 3 ] |

Ước tính khoảng cách không lượng giác được viết bằng chữ nghieng.